# 東南アジア学
東南アジア学（とうなんアジアがく）は、東南アジアと呼ばれる地域をテーマとする研究である。

## 概要
西欧諸国による東南アジア学の成立は、これらの諸国が東南アジアに進出していった16世紀にまで遡る。しかし当時の東南アジア学は、西欧諸国が東南アジアの諸王国との交易を主な目的とし、交易拠点（港市）の確保を目指したことと対応し、これら港市で直接的・間接的に得られる情報（各地の特産品や内陸部の民族誌）を記述するレベルに止まっていた。
18世紀末以降、西欧諸国による領域支配が本格化し、租税の徴収やプランテーション経営など内陸部の開発を進めていったことから、東南アジア学の内容はより体系化・深化されたものになっていった。すなわち支配下に置いた民族からの徴税やプランテーション労働への動員の必要から、彼らの社会・文化などに関してより詳細な情報や分析が必要とされるようになったのである。この結果、東南アジアの諸民族の言語・宗教・社会慣行についての研究が進められるようになり、これらの研究を担う教育・研究機関が組織化された。また、内陸部での領域支配が進行する過程でアンコール・ボロブドゥールなど古代文明の遺跡が発見され、考古学的調査が進められた。
以上のように、特に19世紀から20世紀前半にかけて多くの注目すべき成果を生みだした東南アジア学は、植民地支配と強く結びついており、フランスにおけるアンコール学、オランダにおけるジャワ学など、各地域の研究はそれぞれを支配する宗主国の機関や研究者を中心に進められるのが普通であった。しかしその一方で、19世紀末には各地域での一定の近代化政策の結果、西欧的教養を身に着けた現地人エリートが育成されるようになり、例えばホセ・リサールのように宗主国本位の東南アジア学を批判し、支配される側の視点からの東南アジア学を志向する動きも現れた。
日本においては、17世紀初めの短い朱印船貿易時代ののち、長い鎖国体制を経験したこともあって、長い間日本人自身の見聞に基づく東南アジア学が形成されることはなかった。西川如見『華夷通商考』は、東南アジアの人や事物についてまとまった言及が見られる点で、近世の日本においては例外的な書籍であるが、欧米人による見聞をそのまま祖述するレベルにとどまっており、ここで欧米人によるバイアスをそのまま取り入れた東南アジア観は、福沢諭吉の地理書『世界国尽』まで継承されている。明治維新後においても、日本は東北アジアへの進出・征服を国策（北進論）とし、東南アジア方面への進出（南進論）を重視しなかったこともあって、日本人のアジア研究（東洋学）の中で東南アジア学は等閑にされがちであった。
欧米の後追いという形で日本の東南アジア学がようやく端緒についたのは、日清戦争による台湾領有以後のことであり、台湾総督府を中心に東南アジア事情の研究という形で進められた。しかし第二次世界大戦以前はほぼ欧米の文献の翻訳紹介のレベルに止まっており、主として日本語史料や漢文史料をソースとした岩生成一・石田幹之助らによるオリジナルな研究が出てきたのは、ようやく1940年代のことであった。

## 年表

### 16世紀から18世紀
- 1512年頃：トメ・ピレス（葡）がマラッカで『東方諸国記』を執筆。
見聞に基づく東南アジアの詳細な地誌。
- 1553年：バロス（葡）『アジア史』が刊行。
ポルトガルによる植民地活動の年代記。
- 1595年 - 1596年：リンスホーテン（蘭）の『東方案内記』がアムステルダムで刊行。
アジアにおけるポルトガルの植民地活動の報告。
- 1598年：『ハウトマン航海記』がアムステルダムにて刊行される。
オランダによる第1次東インド諸島航海の記録。
- 1601年：『ファン･ネック航海記』が刊行される。
オランダの第2次東インド航海の記録。
- 1609年：モルガ（西）の『フィリピン諸島誌』がメキシコで刊行。
スペインによる初期のフィリピン植民地経営史・地誌・民族誌。
- 1666年：ファン・フーンス（蘭）の『ジャワ旅行記』が刊行。
著者はオランダ東インド会社社員。中部ジャワ・マタラム王国の概説。
- 1687年：ショワジ（仏）の『シャム王国旅日記』が刊行。
アユタヤ朝のシャム（タイ）に派遣されたルイ14世の使節（1680年 - 1688年）による書簡体日記。
- 1688年 - 1689年：タシャール（仏）『シャム旅行記』刊行。
上記仏使節団に同行した学術調査団の記録。
- 1692年：ファン・フリート（蘭）の『シャム王国記』刊行。
著者は蘭東インド会社社員。シャムの王国誌・年代記。
- 1734年：ペドロ・ムリロ・ベラルデ制作のフィリピン諸島地図が刊行。
- 1770年：フランシス・ライト（英語版）（英）、アチェ・ケダーなどを調査。
- 1778年：オランダがバタヴィア学術協会を設立。
古代史・考古学関係のカタログ作成、叢書の出版などオランダ東インド学の拠点となる。
- 1795年：パリ東洋語学校が設立される。

### 19世紀
- 1814年：ラッフルズ（英）がボロブドゥール遺跡を発見。
- 1817年：ラッフルズの『ジャワ誌』が刊行。
ジャワの包括的地誌｡
- 1819年：オランダ東インド総督カペレンがオランダ人官僚にマレー語・ジャワ語の研修を命じる。
- 1820年：クロウファード（蘭）の『東インド諸島の歴史』が刊行。
- 1822年：パリにアジア協会が設立される。
- 1826年：英王立アジア協会が設立される。
イギリスによるアジア研究の拠点となる。
- 1832年：オランダ領東インド政庁がスラカルタにジャワ語研修所を設立。
- 1832年：ジョン・アロウスミス（英）制作の地図『ビルマ、シャムとコーチシナ』が刊行。
- 1836年：オランダがブレダの士官学校に「ジャワ事情講座」を設置。
- 1836年：フンボルト（独）による古ジャワ語の最初の本格的研究書が刊行。
- 1840年：ハワード・マルコム（英）の『東南アジアへの旅』が刊行。
地域概念として「東南アジア」の名称を初めて使用した。
- 1843年：オランダがデルフトに植民地官吏のための「王立アカデミー」を設立。
蘭アカデミズムにおける「ジャワ学」の成立とされる。これにともないスラカルタのジャワ語研修所は廃止。1864年、アカデミーの研究部門はライデン大学に移管。
- 1844年：パリ東洋語学校にマレー語講座が設置。
続いて1869年には安南語、1899年にはタイ語講座が設置。
- 1845年：シェーファー（独）がボロブドゥール最初のダゲレオタイプ撮影を行う。
- 1847年：ゲーリケとロールダによる最初の本格的なジャワ＝オランダ語事典が刊行。
- 1848年：ライデン大学に「ジャワ語・ジャワ文化論」講座開設。
- 1840年代：このころからジャワ語辞典の編纂にジャワ人がインフォーマントとして調達される。
ジャワ知識人による「東インド学」への参入の始まりとなった。
- 1851年：オランダがデルフトに王立言語地理民族研究所を設立。
東インド植民地の人文学的研究の拠点となる。翌1852年には『紀要』を創刊。
- 1851年：蘭印政庁がF・C・ウィルソンを団長とするボロブドゥール官吏視察団を派遣。
- 1853年：バタヴィア学術協会、『学術協会紀要』創刊。
- 1854年 - 1861年：ウォレス（英）、マレー諸島の動物地理調査を開始。
- 1855年：タコ・ロールダによる音韻論・文型論・文字論を含むジャワ語文法書が刊行。
- 1860年：ダウエス・デッケル（蘭）の小説『マックス・ハーフェラール』刊行。
オランダによる蘭印での強制栽培制度を自由主義の立場から批判した。
- 1860年：アンリ・ムオ（仏）のアンコール遺跡調査。
- 1860年：ロールダによる聖書のジャワ語訳が刊行。
- 1861年：イギリス支配下のペナン・マラッカ・シンガポールで最初のセンサス調査が実施。
- 1863年：ムオの報告書『カンボジア・シャム・ラオス諸王国年代記』がパリで刊行。
アンコール遺跡が初めて世界に紹介される。
- 1866年：ラグレとガルニエ（仏）がメコン川を遡及探検。
1873年には報告書『インドシナ探査行』が刊行された。
- 1867年：バタヴィア学術協会が博物館を開館。
- 1868年 - 1869年：蘭印で直轄領のほぼ全域にわたる本格的土地権調査を実施。
- 1871年：イギリスが海峡植民地・マレー半島の第1回センサス実施。
- 1872年：イギリス支配下のビルマで最初の人口センサス実施。
- 1873年：ドラポルト（仏）によりアンコール遺跡の探検調査が実施。
- 1873年：オランダがジャワで原住民官吏養成のための「首長学校」を設立。
1903年には「原住民官吏養成学校」と改称した。
- 1874年:C・リーマンス（蘭）がボロブドゥールに関する最初の学術論文を出版。
リーマンスはライデン古代遺跡博物館館長。オランダ植民地省の要請を受け執筆・出版された。
- 1874年：宣教師ヴァン・ダイク（米）によりタイ最初の地理教科書が刊行。
- 1878年：オランダの王立研究所に東インド植民地の各種文書を収蔵する図書館が付設される。
- 1878年：パリ万博でドラポルトが持ち帰ったクメール美術の遺品が初めて展示。
- 1880年代：写真家セファスが写真によるボロブドゥールの包括的調査を実施。
- 1880年：パリにインドシナ博物館が設立される。
クメール美術を専門に展示するもので、責任者にはドラポルトが就任した。
- 1880年：蘭印で5年ごとの人口調査を初めて実施。
- 1881年：サンシアンコの『フィリピンの進歩：経済的研究』がマドリードで刊行。
改革派の立場からのフィリピン経済の現状報告と改革の提言。
- 1881年：フランス人による紅河・黒河流域の探検。
- 1882年：シャムがバンコクに地図作成のための王立専門学校を設立。
- 1885年：イギリスがマレー半島内陸部の地図作成を担うマラヤ調査局を設置。
- 1887年：『バタヴィア城日誌』の刊行が開始される。
蘭印政庁による1624年 - 1807年の周辺地域からの報告書の復刻集成。
- 1887年：リサールの小説『ノリ・メ・タンゲレ』がベルリンで刊行。
修道会によるフィリピン支配を批判。
- 1887年 - 1888年：ウースター（米）が北部ルソンを中心に動物学・民俗学調査を行う。
ウースターはミシガン大学の動物学者で、のち米フィリピン総督の顧問となる。1890年から1893年にかけては第2回調査を実施。
- 1888年 - 1889年：ヒュルフローニエ（蘭）の『メッカ』が刊行。
ヒュルフローニエはイスラーム学者でのち蘭印総督の顧問。この著作はメッカのジャワ人コミュニティを初めて紹介した。
- 1889年：パリ万博でジャワ島など東南アジア植民地の「原住民集落」が初めて展示。
- 1889年：リサールの『モルガ『フィリピン諸島誌』注釈』が刊行。
- 1890年：フォアマン（英）の『フィリピン』がロンドンで刊行。
フィリピンの政治・民俗・地理・社会・経済各方面にわたる包括的・歴史的研究。
- 1892年：デュボワ（蘭）がジャワ島トリニールでジャワ原人の化石を発見。
- 1892年：シャムで近代的教育体系が発足し、地理が中学レベルでの必修科目となる。
- 1893年 - 1894年：ヒュルフローニエ『アチェ人』刊行。
アチェ人の古典的包括的民族誌。政策的にはアチェ戦争における非妥協的態度を支持。
- 1897年：岩本千綱『三国探検実記』刊行。
1895年 - 1896年のタイ・ラオス・ベトナム3国の探検旅行の記録。
- 1897年：マジャパヒト王国時代の年代記『王の書』の編纂・翻訳が完成。
1908年には「文化センター」が開設され、以後多くの古年代記・史書が復刻刊行される。
- 1898年：フランス領インドシナ総督ドゥーメールがサイゴンにインドシナ考古学協会を設立。
同時にインドシナ博物館・歴史遺跡理事会も発足。
- 1899年：英領インド帝国の部局としてビルマ考古学局が設置。
パガン遺跡の復元が開始される。
- 1900年：ジョンソンの『シャムの地理』が刊行。
これ以降のタイの印刷地図のモデルとなる。

### 20世紀
- 1901年：蘭印政庁が古代遺物委員会を設置。
- 1901年：インドシナ考古学協会を母体としてフランス国立極東学院が設立。
インドシナ地域の文化研究の拠点となる。1902年には本部をハノイに移転。
- 1902年：山田美妙の『比律賓独立戦話あぎなるど』刊行。
- 1903年 - 1909年：ブレアおよびロバートソン編の『フィリピン諸島誌集成』が刊行。
スペイン統治期のフィリピン関係史料の集成｡
- 1903年：フィリピンで第1回全国センサス実施。
報告は1905年に刊行。
- 1904年：アメリカ・セントルイス万博の「フィリピン村」でイゴロットなど「未開部族」の展示。
- 1904年：フランス極東学院でセデスがカンボジア・シャムなどの古碑文の研究に着手。
- 1904年：シャム学会が設立される。
- 1904年：蘭印のオランダ直轄領で社会の貧困化の把握のための「福祉減退調査」を実施。
- 1905年：サレービー（米）の『モロ史研究』がマニラで刊行。
ミンダナオ島ムスリムの歴史・慣習法に関する研究。
- 1907年 - 1911年：蘭印古代遺物委員会が技師ヴァン・エルプ指揮下でボロブドゥール仏舎利塔の完全な復元事業を進める。
- 1907年：フランスがアンコール管理委員会を設立し遺跡保存事業を開始。
同年シャムよりシェムレアプ（アンコール地方）およびバタンバンを獲得したことによる。1908年にはアンコール遺跡事務所を設置。
- 1910年：竹越与三郎の『南国記』が刊行。
1909年の東南アジア視察旅行の記録。
- 1910年：オランダが『アダット慣習法集成』の刊行を開始。
- 1911年：シャムで最初の全国規模でのセンサスを実施。
- 1911年：ビルマ研究学会が設立される。
- 1913年：蘭印政庁古代遺物委員会が古代遺物局に昇格｡
- 1914年：パリ東洋語学校、国立となる。
- 1914年：原勝郎の『南海一見』が刊行。
1913から1914年にかけての東南アジア出張の旅行記。
- 1916年：ロンドン大学東洋研究学院が設立。
- 1917年：バンコクにチュラロンコーン大学が設立。
- 1917年：ハノイにインドシナ大学が設立。
- 1917年 - 1940年：『蘭印百科事典』の刊行。
- 1919年：蘭印・スラカルタでジャワ協会が発足。
オランダ人・ジャワ人の協力体制下でジャワ学研究を推進した。イスラム同盟創立者チョクロアミノトが運営委員に参加。運営委員15名中7名がジャワ人であった。
- 1924年：シャム考古学局の設置。
- 1925年：太平洋問題調査会（IPR）が発足。
- 1925年：「アンコール遺跡公園」が開設される。
- 1925年：ハーヴェイの『ビルマ史』が刊行。
- 1926年：シャム国立博物館が設立される。
- 1926年：クロム（蘭）の『ヒンドゥー・ジャワ史』が刊行。
- 1928年：シンガポールにラッフルズ・カレッジが設立される。
- 1928年：台北帝国大学設立。
文政学部に日本史･東洋史学科とならんで日本初の南洋史学科が設置され、土俗人種学研究室も設置。
- 1929年：ライデン大学に熱帯植民地経済講座が新設。
主任教授となったブーケは、のちにジャワ社会の研究から二重経済論を提唱した。
- 1931年：フランスの海外進出100年を記念する「パリ植民地博」が開催。
ドラポルト製作による3分の1スケールのアンコール・ワットのミニチュアが展示される。
- 1936年：グールーの『トンキン・デルタの農民』が刊行。
ヴェトナムの村落共同体に関する研究｡
- 1939年：ファーニヴァル（英）の『蘭領インド：複合経済の研究』が刊行。
ファーニヴァルは英領ビルマの植民地官僚。人種＝階級で異なる社会秩序が互いに分離して同一政治単位を構成しているとする「複合社会論」を提起。植民地社会研究の画期となった。
- 1939年：フランス極東学院がナコーンパトム遺跡を発掘。
- 1940年：岩生成一の『南洋日本町の研究』が刊行。
- 1941年：信夫清三郎の『ラッフルズ伝』が刊行。発禁処分となる。
- 1943年：日本が南方特別留学生の招聘を開始する。
第2次は1944年。
- 1944年：ジョルジュ・セデスの『極東のインド化した諸国の古代史』が刊行。
「インド化」（en:Indianisation）概念による東南アジア史の統一的把握を提起した。
- 1945年：石田幹之助の『南海に関する支那史料』が刊行。